# Arthropoda Selecta
Arthropoda Selecta – rosyjskie, recenzowane czasopismo naukowe otwartego dostępu publikujące w dziedzinie zoologii.
Czasopismo to wydawane jest przez KMK Scientific Press. Ukazuje się od 1992, cztery razy w roku. Artykuły są głównie w języku angielskim. Publikuje prace dotyczące morfologii, taksonomii, biologii rozwoju, zoogeografii, filogenezy i biologii ewolucyjnej współczesnych i kopalnych stawonogów, zwłaszcza z podrzędów skorupiaków, szczękoczułkowców i wijów.
W 2017 roku jego wskaźnik cytowań wynosił według Scimago Journal & Country Rank wyniósł 0,325, co dawało 85. pozycję wśród czasopism poświęconych naukom o owadach.